# Kornice (rejon samborski)
Kornice – wieś na Ukrainie w rejonie samborskim należącym do obwodu lwowskiego.